# Фальчёпинг (коммуна)
Фальчёпинг (швед. Falköpings kommun) — коммуна в Швеции в лене Вестра-Гёталанд (Вестеръётланд). Административный центр — Фальчёпинг.
По территории коммуны проходит Западная железнодорожная магистраль Стокгольм — Гётеборг, ветка Несшё — Фальчёпинг и шоссе № 46 и 47.
Площадь коммуны — 1057 км², население — 31 689 жителей (2013).
В развитии коммуны большую роль сыграло сельское хозяйство. Впоследствии благодаря этой отрасли здесь были созданы новые рабочие места, в частности в сфере услуг и в пищевой промышленности.
В промышленном производстве занято около 26 % населения коммуны. В нём преобладают машиностроительная, деревообрабатывающая и текстильная промышленности.

## Наиболее значительные населённые пункты
- Вартофта
- Гудхем
- Осарп
- Стенсторп
- Турнбьёрнторп
- Уденсберг
- Фальчёпинг
- Флубю
- Четтильсторп
- Чиннарп